# Duomes de Abajo
Duomes de Abajo (en gallego y oficialmente, Duomes de Abaixo) es una aldea española situada en la parroquia de Monte, del municipio de La Baña, en la provincia de La Coruña, Galicia.

## Demografía
| Gráfica de evolución demográfica de Duomes de Abaixo entre 2000 y 2023 |
|                                                                        |
| Datos según el nomenclátor publicado por el INE.                       |